# Яківчицька сільська рада
Яківчицька сільська́ ра́да (біл. Якаўчыцкі сельсавет) — колишня адміністративно-територіальна одиниця у складі Жабинківського району Берестейської області Білорусі. Адміністративним центром сільської ради було село Великі Яківчиці. Яківчицька сільська рада характеризувалася порівняно з іншими значним відсотком населення, яке за даними перепису населення Білорусі 2009 року ідентифікувало себе українцями — 11,96 %.

## Історія
Сільська рада ліквідована 11 травня 2012 року, частина території та населених пунктів увійшли до складу Жабинківської сільської ради (села Бобри, Великі Яківчиці, Залужжя, Пантюхи, Пруськ), решта — до Кривлянської сільської ради (села Борздили, Вандалин, Вежки, Малі Яківчиці, Матяси, Огородники, Свищі, Стовпи).

## Склад ради
Населені пункти, що підпорядковуються сільській раді:
| Населений пункт | Тип  | Населення, осіб (2009) |
| --------------- | ---- | ---------------------- |
| Бобри           | село | 7                      |
| Великі Яківчиці | село | 358                    |
| Борздили        | село | 20                     |
| Вандалин        | село | 16                     |
| Вежки           | село | 160                    |
| Залужжя         | село | 186                    |
| Матяси          | село | 92                     |
| Огородники      | село | 71                     |
| Пантюхи         | село | 82                     |
| Пруськ          | село | 142                    |
| Свищі           | село | 19                     |
| Стовпи          | село | 107                    |
| Малі Яківчиці   | село | 69                     |

## Населення
За переписом населення Білорусі 2009 року чисельність населення сільської ради становило 1329 осіб.

### Національність
Розподіл населення за рідною національністю за даними перепису 2009 року:
| Національність            | Осіб | Відсоток |
| ------------------------- | ---- | -------- |
| білоруси                  | 1084 | 81,57 %  |
| українці                  | 159  | 11,96 %  |
| росіяни                   | 69   | 5,19 %   |
| поляки                    | 6    | 0,45 %   |
| вірмени                   | 6    | 0,45 %   |
| молдовани                 | 3    | 0,23 %   |
| інша національність       | 1    | 0,08 %   |
| національність не вказана | 1    | 0,08 %   |
| Разом                     | 1329 | 100 %    |